# Erikstad
Erikstad est une localité du comté de Nordland, en Norvège.

## Géographie
Administrativement, Erikstad fait partie de la kommune de Lødingen.